# Huddles
Huddles (спочатку V2, Byte, а пізніше Clash) — американська служба розміщення короткого відео та соціальна мережа, де користувачі могли створювати циклічні відео тривалістю від 2 до 16 секунд. Він був створений командою на чолі з Домом Хофманном як наступником Vine, співзасновником якого був Хофманн, доки проект не був проданий Clash App, Inc. і згодом перейменований.
Спочатку названий як v2, у листопаді 2018 року він отримав назву Byte. Після трирічного закритого бета-тестування його офіційно запустили в Apple App Store і Google Play Store 24 січня 2020 року. Через рік його було продано іншому додатку для відео короткої форми Clash. Таким чином обидві програми об’єдналися в одну програму під назвою Clash, яку пізніше перейменували на Huddles. Він був припинений 3 травня 2023 року.

## Історія

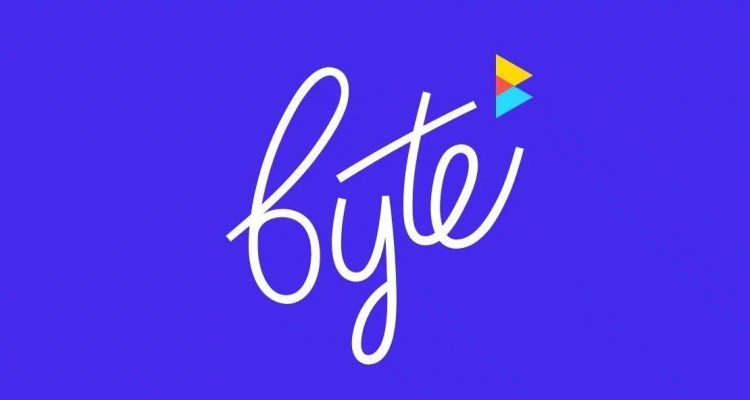
Логотип Byte під час бета-версії в 2018 році

Попередник Byte, Vine, був заснований у червні 2012 року. Його придбала компанія Twitter у жовтні 2012 року. Більшу частину 2013 року він зазнав поступового оновлення на системах iOS, Android, і Windows Phone. Основний додаток Vine було закрито Twitter у січні 2017 року заборонивши завантажувати всі нові відео. Головну сторінку Vine перетворили на архів, і користувачі зможуть переглядати раніше завантажений вміст. Станом на 2019 рік архів більше не доступний, хоча окремі відео все ще доступні за прямим посиланням.
Співзасновник Vine Дом Хофман оголосив у грудні 2017 року, що має намір запустити наступника Vine. У той час він назвав це "v2". У травні 2018 року він опублікував оновлення про те, що проєкт призупинено. Серед іншого він сказав, що найбільшою причиною цього є "фінансові та юридичні перешкоди". Він сказав, що мав намір самостійно фінансувати нову послугу як особистий проект, але увага, яку привернуло оголошення, свідчить про те, що вартість створення та експлуатації служби, яка була стабільною на момент запуску, буде надто високою. У листопаді він оголосив, що проект знову рухається вперед завдяки фінансуванню та команді під новим брендом «Byte». У той час вебсайт запрошував користувачів підписатися на оновлення, а творців контенту — приєднатися до його «програми творців». Партнерську програму було закрито в серпні, а команда byte оголосила, що вони «використають цей час, щоб взяти все, що [вони] навчилися, і застосувати це до майбутніх можливостей і програм».
24 січня 2020 року Byte був офіційно представлений громадськості на платформах iOS і Android у понад 40 країнах під слоганом «творчість передусім». Крім того, компанія пообіцяла програму, яка має намір компенсувати творцям їхню роботу. У ЗМІ Byte називають прямим конкурентом TikTok і Likee, схожих платформ для обміну відео, популярних серед підлітків.
26 січня 2021 року було оголошено, що Clash, інший додаток для короткострокового відео, придбає Byte. Угода була завершена наступного місяця, коли обидва додатки були об’єднані в одну під назвою Clash. Після місяців бета-тестування Clash став загальнодоступним в App Store 12 жовтня 2021 року. Через два місяці він став доступний для Android. Він доступний 41 мовою.
3 травня 2023 року Huddles оголосив про припинення роботи як самостійної служби через серію твітів і публікацію в блозі Medium. Компанія почала поетапно видаляти додаток Huddles з Apple App Store і Google Play Store, починаючи відразу після оголошення. За словами Huddles, метою цього рішення було уникнути того, щоб користувачі бачили неактивний екран входу. Повідомлення Medium під назвою «Huddles приєднується до більшої сім’ї Творців» надає більше інформації про розвиток, показуючи, що Huddles переходить до того, щоб стати частиною ширшої «сім’ї Творців». Подальші подробиці про те, що передбачає ця «сімейка творців» або як розгортатиметься інтеграція Huddles, не були розкриті в початковому повідомленні.

## Особливості
Huddles дозволяли користувачам публікувати відео тривалістю від 2 до 16 секунд, зняті за допомогою програми або раніше записані та збережені на своїх пристроях. Подібно до інших платформ соціальних медіа, Huddles дозволяв користувачам стежити за іншими обліковими записами. Нові облікові записи автоматично приєднуються до офіційного облікового запису Huddles у їхній службі. Головний екран використовувався для прокручування стрічки вмісту облікових записів, за якими стежив користувач. Платформа також підтримувала можливість ставити "подобається" та "перебайтувати" відео (функція Rebyte більше не доступна). У листопаді 2020 року було додано настроювач кольорів і функцію чату. Додаток також містив екран пошуку з плитками для популярного та найновішого вмісту разом із категоріями відео, як-от комедія, анімація та інші.